# 淀川警察署
淀川警察署（よどがわけいさつしょ）は、大阪府警察が管轄する警察署の一つ。
大規模警察署であり、署長は警視正である。
署内に大阪府警察第二方面機動警ら隊が置かれている。

## 所在地
- 大阪市淀川区十三本町三丁目7番27号 
  - 阪急電鉄十三駅

## 管轄区域
- 大阪市淀川区

## 沿革
- 1947年（昭和22年）12月21日 - 旧警察法施行に先行して大阪市十三橋警察署となる。
- 1955年（昭和30年）7月1日 - 大阪市警察が大阪府警察に統合に伴い大阪府十三橋警察署となる。
- 1974年（昭和49年）7月22日 - 大阪市淀川区が発足により大阪府淀川警察署に改称。

## 交番
- 加島交番 - 大阪市淀川区加島一丁目60番21号
- 神崎川交番 - 大阪市淀川区三津屋北一丁目5番24号
- 新大阪駅交番 - 大阪市淀川区西中島五丁目16番1号
- 新北野交番 - 大阪市淀川区新北野二丁目13番44号
- 十三東交番 - 大阪市淀川区十三東一丁目21番23号
- 田川交番 - 大阪市淀川区田川二丁目9番34号
- 塚本交番 - 大阪市淀川区塚本二丁目29番12号
- 西中島交番 - 大阪市淀川区西中島三丁目15番9号
- 三国駅前交番 - 大阪市淀川区三国本町三丁目37番21号
- 野中交番 - 大阪市淀川区野中南二丁目1番24号
- 東三国交番 - 大阪市淀川区十八条一丁目8番8号
- 三国本町交番 - 大阪市淀川区三国本町三丁目8番13号